# James Sweeney
James Sweeney (nascido em 6 de agosto de 1990) é um cineasta, ator, roteirista e produtor norte-americano. Ele escreveu, produziu, dirigiu e estrelou as comédias dramáticas Straight Up (2019) e Twinless (2025).

## Vida e carreira
Sweeney cresceu no Alasca. Ele é gay.
Em 2019, Sweeney dirigiu, escreveu e estrelou Straight Up, que teve sua estreia mundial no Outfest. O filme foi lançado em fevereiro de 2020, pela Strand Releasing. Antes, Sweeney fez um curta-metragem de prova de conceito baseado no roteiro, Normal Doors para o 20th Digital Studio. Sweeney recebeu uma indicação ao Independent Spirit Award de Melhor Roteiro de Estreia.
O próximo filme de Sweeney, Twinless, que ele dirigiu e escreveu, estreou no Festival Sundance de Cinema de 2025. Ele também estrelou ao lado de Dylan O'Brien. Analisando o filme para a Variety, Peter Debruge escreveu: "Em apenas seu segundo filme, o talentoso jovem diretor [Sweeney] demonstra um sofisticado senso de enquadramento, ritmo e tensão dramática extremamente desconfortável". O filme ganhou o Prêmio do Público Dramático em Sundance.

## Filmografia
| Ano  | Título      | Personagem | Notas                               |
| ---- | ----------- | ---------- | ----------------------------------- |
| 2019 | Straight Up | Todd       | Também diretor, escritor e produtor |
| 2025 | Twinless    | Dennis     | Também diretor, escritor e produtor |